# Nors kyrka
Nors kyrka är en kyrkobyggnad i Nor i Karlstads stift. Den är församlingskyrka i Nor-Segerstads församling. Kyrkan ligger drygt två kilometer nordost om Vålberg.

## Kyrkobyggnaden
Tidigare stenkyrka uppfördes på medeltiden och låg norr om nuvarande kyrkplats och närmare Norsälven.
Nuvarande kyrka uppfördes åren 1796-1798 efter ritningar av arkitekterna Johan Georg Reincke och Jacob Wulff. 1859 tillbyggdes nuvarande sakristia i öster.
1934 genomfördes en omfattande restaurering under ledning av arkitekt Bror Almquist, som för övrigt var uppvuxen i socknen.
I sin nuvarande form består kyrkan av långhus med tresidigt avslutat kor i öster. En vidbyggd sakristia med arkivdel finns öster om koret. Vid långhusets västra kortsida finns ett kyrktorn.
Kyrkorummet har ett flackt tunnvalv av trä. Korfönstren har glasmålningar utförda 1934 efter ritningar av konstnären Yngve Lundström.

## Inventarier
- Dopfunten av täljsten är daterad till början av 1200-talet. Funten har trälock från början av 1600-talet.
- Predikstolen med baldakin är tillverkad 1859 av O L Dahlman i Västerås. På predikstolen står ett timglas med årtalet 1748.
- Fyra gravstenar från 1600-talet: Peder Bondesson, Daniel Norenius, Mattias Norenius och Erlandus Gudmundi
- Altaruppsatsen, bestående av kors med svepeduk, är tillverkad 1859 av O L Dahlman.

På Nors kyrkogård finns 16 gravkors av järn utformade som livsträd med "spelande löv". På grenarna är akantialöv symboliserande kretsloppet. De utgör familjegravar för smeder och deras familj, och på varje kors fanns från början flera namn inristade, med födelse och dödsdatum på de olika korslederna och stammen. De äldsta korsen är från 1700-talet. Inte långt från kyrkan fanns från 1600-talet Edsvalla järnbruk med tyska- och vallonsmeder. Smederna cirkulerade mellan olika bruk.

### Orgel
- 1852 byggde Erik Adolf Setterquist, Hallsberg en orgel med 11 stämmor.
- 1926 byggde M J & H Lindegren, Göteborg en orgel med 15 stämmor.
- Nuvarande orgel, med 24 stämmor, två manualer och pedal, är tillverkad av A. Magnussons Orgelbyggeri AB i Mölnlycke och installerades 1974. Orgeln är mekanisk.

| Huvudverk I   | Bröstverk II  | Pedal         | Koppel |
| Principal 8´  | Gedackt 8´    | Subbas 16´    | I/P    |
| Rörflöjt 8´   | Principal 4´  | Principal 8´  | II/P   |
| Oktava 4'     | Rörflöjt 4'   | Borduna 8´    | II/I   |
| Täckflöjt 4'  | Blockflöjt 2' | Oktava 4'     |        |
| Kvinta 2 2/3' | Nasat 1 1/3'  | Mixtur 3 chor |        |
| Oktava 2'     | Sifflöjt 1'   | Fagott 16'    |        |
| Mixtur 4 chor | Ters 4/5'     | Skalmeja 4'   |        |
| Trumpet 8'    | Scharf 3 chor |               |        |
|               | Krumhorn 8'   |               |        |

### Webbkällor
- Kyrkor i Karlstads stift Del I, Utgiven av Värmlands Museum och Karlstads stift, 2008, ISBN 91-85224-71-5
- anläggningspresentation
- byggnadspresentation